# 5 Supermen contro i nani venuti dallo spazio
5 Supermen contro i nani venuti dallo spazio è un film messicano del 1971, diretto da Federico Curiel.

## Trama
Il criminale dottor Zarkoff, conosciuto negli ambienti della malavita come "Mano Negra", per vendicarsi dei lottatori di lucha libre Blue Demon, Mil Máscaras, El Medico Asesino, Tinieblas e La Sombra Vengadora, suoi giurati nemici, ha inventato una macchina che grazie a dei particolari braccialetti conferisce ai nani che fanno parte della sua banda una forza sovrumana.
Dopo che un attentato contro i cinque campioni del ring fallisce miseramente, il folle scienziato tenta di colpirli negli affetti, sequestrando tre loro amiche mentre sono impegnate nel concorso di Miss Messico. Il suo scopo è quello di sottoporre le giovani ad un esperimento di lavaggio del cervello e ad istigarle contro Blue Demon, Mil Mascaras e compagni, ma le forze unite degli eroi manderanno a monte il suo piano.
Il film ha avuto due seguiti (anche se non con tutti gli stessi campioni del ring): Vuelven los Campeones Justicieros (1972) e El triunfo de los Campeones Justicieros (1974).
Il titolo internazionale del film è: The Champions of Justice.

## Curiosità
Sebbene nel film i cinque protagonisti combattano spesso a torso nudo, nella locandina italiana del film, realizzata per l'occasione, campeggia in primo piano uno di loro, raffigurato di spalle, vestito con una calzamaglia rossa e pantaloncini neri che ricorda il costume del celebre eroe dei fumetti l'Uomo mascherato, i cui albi affollavano le edicole all'epoca della proiezione della pellicola.